# Nigidius Figulus
Publius Nigidius Figulus (vers 98 av. J.-C. - 45 av. J.-C.), est  selon Aulu-Gelle le plus grand des savants romains avec Varron. Cicéron le décrit comme un adepte du néopythagorisme. Esprit érudit, il est présenté comme linguiste, étruscologue, astrologue, devin, pythagoricien et même, selon la thèse ancienne et aujourd'hui discutée de Jérôme Carcopino, le fondateur et le maître d'un ordre pythagoricien à Rome, le sodalicium Nigidiani. Il fut le premier néopythagoricien latin, vers 60 av. J.-C., à Rome, presque en même temps que le grec Eudore d'Alexandrie fondait lui aussi le néopythagorisme mais à Alexandrie, vers 40 av. J.-C.

## Biographie
Il naît en Étrurie vers 98 av. J.-C., date déduite de celle de son accession à la préture (58 av. J.-C.) et de l'âge minimum pour y accéder. Son surnom (cognomen) Figulus, c'est-à-dire « potier », viendrait, selon une tradition rapportée par Augustin d'Hippone, de ses démonstrations du mouvement des étoiles et des planètes à l'aide d'un tour de potier. Lors de son séjour en Grèce, il aurait appris la vitesse de rotation de la Terre, et l'aurait comparée à celle d'un tour de potier.
Dans sa jeunesse, il a peut-être été disciple de Varron, plus âgé de 18 ans que lui. Il finit ses études en Grèce. En -78, il se fait disciple du fameux philosophe stoïcien Posidonius, à Rhodes ; Posidonius, grand savant, est célèbre pour sa théorie de la sympathie cosmique et pour sa théorie scientifique des marées. Selon une théorie de Jérôme Carcopino, Nigidius aurait fondé vers -70 un Ordre pythagoricien à Rome, antérieur à la fameuse basilique pythagoricienne de la Porte majeure. Cet ordre, ou sodalicium, aurait regroupé des républicains hostiles aux ambitions de Jules César. La thèse de Carcopino a fait autorité au cours du XXe siècle, par exemple un ouvrage de vulgarisation datant de 1973 sur la Rome ancienne la reprenait en affirmant que Nigidius Figulus « fit du pythagorisme une véritable Église ». Cette vision est critiquée par Danuta Musial, en raison de ses nombreux a priori et de ses interprétations sans prise de recul des textes, les écrits de Cicéron, ceux de Dion Cassius qui évoque trois siècles plus tard l'intérêt problématique de Figulus pour l'astrologie et un texte anonyme, In Sallustium Crispum Invectiva, qui reproche l'adhésion de Salluste à un Sodalicium sacrilegii Nigidiani (l'Association du sacrilège Nigidius). Carcopino s'appuie sur ce dernier texte, qui mentionne explicitement un sodalicium Nigidii, mais sa datation et son origine sont incertaines. Il semble s'agir d'un exercice de rhétorique fictivement adressé à Salluste et composé entre les règnes de Caligula et de Trajan.   
En 63 av. J.-C., il se lie d'amitié avec Cicéron et l'aide à transcrire les témoignages destinés au Sénat lors de la conjuration de Catilina. Cette même année voit la naissance d'Octave, Suétone rapporte une série de présages annonçant son futur pouvoir, et parmi ceux-ci  : « L'enfant vient de naître et le sénateur Nigidius Figulus lui prédit aussitôt le pouvoir absolu ». 
Nigidius suit le cursus honorum classique : Il devient questeur, sénateur, tribun de la plèbe (en -60), puis préteur (magistrat chargé de rendre la justice) en -58, légat en Asie en -52 (à Éphèse où Cicéron le rencontre lorsqu'il se rend en Cilicie). Chez l'historien Salluste (plus jeune que lui de 12 ans), il rencontre des hommes célèbres et lettrés comme Cornélius Népos, Horace, Messala Corvinus. 
Nouvelle prédiction, en 49 av. J.-C. : selon Lucain, lorsque Jules César franchit le Rubicon et déclenche la guerre civile, Figulus annonce d'après la configuration astrale du jour une catastrophe pour Rome, suivie d'une paix avec l'arrivée d'un maître. Lucain placera les capacités de Figulus à déchiffrer le ciel au-dessus de celles des astronomes égyptiens,. Tandis que César envahit l'Italie, Figulus se range du côté de Pompée et se réfugie un temps à Capoue, puis on perd sa trace. Il est possible, mais non certain qu'il se trouve sur le champ de bataille de Pharsale en -48. Il reste exilé, et dans un courrier qu'il lui adresse en août 46 av. J.-C., Cicéron lui promet d'intercéder en sa faveur auprès de l'entourage de César et de César lui-même. Selon l'interprétation de Carcopino, César maintenait l'exil de Figulus car il redoutait son activité au sein de son ordre de pythagoriciens. Certains auteurs modernes supposent même qu'il aurait fait l'objet d'accusation et d'un procès comme pythagoricus et magus (pythagoricien et magicien).
Selon la chronique de Jérôme de Stridon qui le qualifie de magus, Figulus meurt en exil, à 53 ans, en 45 av. J.-C., information vraisemblablement tirée du De viris illustribus de Suétone, œuvre disparue.
Cicéron le comptait parmi ses amis et le met en scène dans sa traduction du Timée :

« Cet homme fut à la fois paré de toutes les connaissances dignes d'un homme libre et un chercheur (investigator) vif et attentif pour tout ce que la nature dissimule (quae a natura involutae videntur). Bref, à mon avis, après les illustres pythagoriciens dont l'enseignement s'est de quelque façon éteint après avoir fleuri pendant plusieurs siècles en Italie et en Sicile, il est l'homme qui s'est levé afin de le renouveler. »

## Domaines d'étude
- Astrologie[19]: Nigidius admet les décans (trois divisions dans un Signe zodiacal), venus d'Égypte. Il met au point une théorie des domiciles planétaires.
- Cosmologie. Il explique la série pythagoricienne des planètes (Saturne, Jupiter, Mars, Soleil, Vénus, Mercure, Lune). Il découpe le monde en divers cercles ou parallèles : le premier va de l'Inde à l'Arabie, le sixième comprend Rome[20]. Il affirme connaître la vitesse du mouvement de rotation de la Terre.
- Étruscologie. Nigidius a étudié et interprété le panthéon étrusque : dieux certains, dieux incertains, dieux principaux ou choisis (?) et leur science de la divination (par les foudres, les entrailles). Il aurait fait la traduction de l'étrusque au latin du calendrier brontoscopique étrusque qui permettait d'interpréter la foudre selon le jour où elle tombait, traduction que l'on retrouve au VIe siècle dans le De Ostentis de Lydus[21]. André Piganiol présume que Figulus a été membre du collège des haruspices à Rome, ce dont doute Musail car les haruspices, spécialistes d'origine étrusque, ne pouvaient pas être membres du Sénat[22].
- Linguistique. Nigidius s'oppose à la thèse de l'origine et de la nature conventionnelle de la langue, en faveur de ce qu'on appelle "la rectitude des noms" : les noms et les mots se composent d'après un instinct occulte et une intention de la nature. 
 « Selon l'enseignement de Nigidius Figulus dans ses Commentaires grammaticaux, les noms et les mots ne sont point d'un emploi arbitraire, mais se composent d'après un instinct occulte et une intention de la nature... Les mots sont plutôt des signes naturels que des signes fortuits... Quand on prononce vos ["vous", en latin], observe-t-il, on fait un certain mouvement de la bouche, qui s'harmonise avec la signification du mot lui-même : on avance un peu l'extrémité des lèvres, et nous dirigeons ainsi vers nos interlocuteurs notre respiration et notre souffle. Mais, quand nous disons nos ["nous"], au contraire, nous n'extériorisons pas autant notre souffle, et nous ne prononçons point en avançant les lèvres, mais nous retenons, pour ainsi dire, l'un et l'autre au dedans de nous[23]. » 
 Il propose diverses étymologies fantaisistes comme frater qui viendrait selon lui de fere alter (un autre soi-même). Pour lui, au génitif, le ton est plus élevé sur la seconde syllabe, tandis qu'au vocatif il est sur la première. Les voyelles a et o seraient toujours initiales ; i et u occuperaient le second rang ; e tantôt la première tantôt la seconde place [sens ?]. Le h n'est pas une lettre, mais un signe d'aspiration.
- Néopythagorisme. Nigidius place l'unité au début et à la fin : « Tout redevient Éther, toute pluralité revient se perdre dans l'Unité. » Il attribue aux nombres un rôle essentiel.
- Occultisme. Comme Bolos de Mendès et Poseidonios d'Apamée, Nigidius croit aux sympathies et antipathies : « Là où se montre le pivert, on voit aussi le loup » (sympathie), « les chevêches luttent habilement contre les oiseaux » (antipathie)[24].

## Œuvres
Il ne reste de lui que des fragments, rassemblés par Jan Rutgersius en 1618 et par Antonius Swoboda en 1889. Les études critiques sur le sujet postérieures à Swoboda sont rares : la thèse de Louis Legrand produite en 1931 à l'université de Clermont, un chapitre de Leonardo Ferrero dans son histoire du pythagorisme dans le monde romain, publiée en 1955, l'étude d'Adriana Della Casa en 1962. On doit à Nigidius Figulus ces œuvres disparues, dont ne restent que les titres :
- De animalibus (Des animaux),
- De Auguro privato libri (livres Sur la prédiction privée), cité par Aulu-Gelle, Nuits Attiques, VII, 6, 10, pour la définition des oiseaux inferae, qui volent bas, opposés aux oiseaux praepetes, au vol plus haut,
- Commentarii grammatici (Commentaires sur la grammaire) : cité par Aulu-Gelle, Nuits Attiques, X, 4-5,9 et XIX, 14,
- De diis (Des dieux) : au moins trois livres, mentionnés par Servius dans ses commentaires à la IVe Ecloge de Virgile[29],
- De extis (Des viscères) : pour la divination à partir des viscères des victimes sacrifiées, cité par Aulu-Gelle, Nuits Attiques, XVI, 6, 12,
- De gestu : sur l'usage du geste en rhétorique, étude évoquée par Quintilien, Institution oratoire, XI, 3),
- De hominum naturalibus (De la nature de l'homme),
- De somniis (Des songes), attribué à Nigidius par Jean le Lydien, 45,
- Sphaera (Sphaera graecanicae, Sphaera barbaricae) : sur l'astrologie,
- De vento (Du vent).

### Fragments conservés
- textes (en latin) : Antonius Swoboda, P. Nigidii Figuli operum reliquiae, Prague et Leipzig, 1889 ; rééd. Amsterdam, verlag A. Hakkert, 1964, 143 p.
- traduction (partielle) : Louis Legrand, Publius Nigidius Figulus. Philosophe néo-pythagoricien orphique, Paris, Éditions de l'œuvre d'Auteuil, 1931, 214 p., p. 97-214.
- traduction partielle du Calendrier brontoscopique (sur les coups de tonnerre, à Rome) : Arnaud Zucker, L'encyclopédie du ciel, Robert Laffont, coll. "Bouquins", 2016, p. 795-802.
- sources : Cicéron (-103/-43), Pro Sulla, Ad Atticum, Epistulae ad Quintum fratrem, Epistulae ad familiares, Timaeus ; Lucain, La Pharsale (65), I, 639-672 ; Pline l'Ancien, Histoire naturelle (vers 70) ; Aulu-Gelle, Nuits attiques (vers 170) : 27 fragments de Nigidius Figulus ; Dion Cassius, Histoire romaine (vers 230), XLV, 1 ; Arnobe, Contre les nations (vers 300), III ; Nonius Marcellus, Abrégé de doctrine. De compendiosa doctrina (IVe siècle) : 36 fragments de Nigidius Figulus.